# 南帶方
南帶方（韓語：남대방），是存在于公元四世紀至五世紀的古代朝鲜半岛西部部落国家。
东汉建安年间，公孙度以马韩南荒地为带方郡。倭韩部落属带方郡。曹魏时始置南带方郡，在现在的南原。带方之南海水千里为瀚海，就是现在大韩民国南方的东中国海。西晋灭亡后，建立部落国家，不久被百济和新罗吞并。

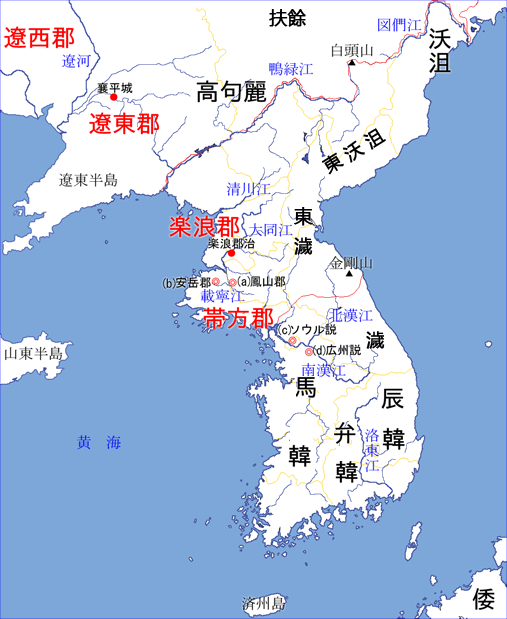
公元三世纪的朝鮮半島形勢